# アニメーション人材育成調査研究事業
アニメーション人材育成調査研究事業（）は、文化庁より委託を受けた団体（後述）が実施する、日本におけるアニメーター等の人材育成事業である。委託事業者は初年度から2013年度までは日本アニメーター・演出協会（JAniCA）が、2014年度より日本動画協会（AJA）が行っている。
かつては若手アニメーター育成プロジェクト（わかてアニメーターいくせいプロジェクト）という名称であった。またプロジェクトには愛称が付けられており、開始してから現在に至るまで何回か変更されている。
- 2010年（開始初年）度：「PROJECT A」（プロジェクト・エー）
- 2011年度 - 2014年度：「アニメミライ」
- 2015年度 - 2020年度：「あにめたまご」[1]
- 2021年度 - ：「あにめのたね」

## 事業の目的とその経緯
文化芸術振興基本法第7条に基づき閣議決定された「文化芸術の振興に関する基本的な方針（第2次基本方針）」（2007年 - 2010年）により実施された「若手クリエイター創作支援事業」への申請数が少なかったため、文化庁は、2010年度以降は、広くメディア芸術人材の育成支援をする方向に転換することとした。若手アニメーター育成プロジェクト（当時の名称）は、その際に新規制定された人材育成事業の1つである。
背景として、有能なアニメーター、特に有能な原画マンが育ちにくくなっている日本アニメーション業界の厳しい現状がある。すなわち、制作本数の増加、デジタル化に伴うスケジュールの悪化、過度の海外委託といった要因により、先輩から後輩への指導というOJT（オン・ザ・ジョブトレーニング）を行う余裕や機会が制作現場から失われ、アニメ人気によりアニメーターを志望する若者は多いにもかかわらず、彼らを有能な人材に育てることができず、いわば若手アニメーターの使い捨てのような常況に陥っているのである。
また、若手アニメーターの低収入・長時間労働も、磨けば有能なアニメーターになったであろう人材の喪失に拍車をかけている。
そのため、アニメーター人材の枯渇・高齢化は深刻な問題となっており、それがさらに制作現場を苦しい状況に追い詰めており、このままではアニメーション制作自体がままならなくなる危機がある。
その対策として、商業用オリジナルアニメーションを十分な予算と余裕を持ったスケジュールで実際に制作し、将来を嘱望される若手アニメーターに対して作画監督などによる適切なOJTおよびJAniCAによるOff-JTが行われることにより次世代を担うアニメーターの育成を行うほか、事業遂行によって得られる知見により育成方法論の確立を計ろうと立案された事業である。
また、アニメ制作会社のいわゆる「脱下請化」、一線級監督によるオリジナル作品制作機会の創設、コンプライアンスによる制作工程の正常化・円滑化、アニメ制作に関わるモデル契約書策定やその運用プロセスの確立、スケジュール悪化問題への対処のための意識改革といった目的も有している。
こうして有能なアニメーターを少しでも多く育てあげることにより、世界に誇る日本のアニメーション文化の向上と発展に資することが本事業の最終目的である。

## 事業の概要
制作会社の応募資格は「原則として日本国内に本拠があり、商業アニメーションに関する十分な制作実績およびアニメーター育成に対する意欲を有する法人等」とされた。
育成の対象となるアニメーターは、事業の趣旨に則り、以下の者に限定された。
- 3年以内程度の原画マン経験を有しており、中堅以上への成長を志す若手アニメーター（原画マンとして十分な技能を有するアニメーターに成長させる）
- 1年未満程度の動画マン経験を有する新人アニメーター（動画マンとして十分な技能を有するアニメーターに成長させる）

これ以外にも若手アニメーターの定義として以下の2つが提示されており、実質的な限定条件となっている。
- 原画マン経験6か月 - 3年以内程度で、かつ応募時30歳以下であるアニメーター
- 原画マン経験6か月未満だが、育成担当の作画監督の強い推薦があり、かつ応募時27歳以下であるアニメーター

これ以外に主だったもので、下記のような契約条件・契約基準が提示された。
- 制作するアニメーションは、監督が創作の主体であるオリジナル作品に限る。
  - 監督が書いた脚本などであること（制作会社との共著は可）。マンガ原作・過去に制作されたアニメの続編は不可。小説や民話原作は個別に条件あり[注 4]。
  - キャラクターデザインも、既存の挿絵・イラストは不可。アニメーターのオリジナルデザインであること、キャラクターデザイナーはアニメーターであることなどの条件が付された。
- 民放フォーマット（OP+ED=3分、本編20分30秒、合計23分30秒）、総カット数380カット前後、総動画枚数11,000枚前後（いずれもOP,ED分を含む）で制作すること。
  - テレビシリーズ以上劇場版未満の、出来の良いテレビスペシャル程度を想定しているとされている。
- 制作は、動画・仕上げを含め日本国内で処理されること。すなわちメイドインジャパンであること。
  - 国の予算を使っているからである。事業目的からみても、日本国内で人材が育たないと意味がない。再委託（孫請け）に出す場合も、日本国内の制作会社でなければならない。
- 事業年度末（通常は募集された年の翌年2月）に予定される試写会までに完成させること。また、個々のスケジュールを厳守すること。
- 制作したアニメーションの著作権などは、制作会社に帰属する（ただし、ちゃんとプロジェクトを無事完了させることが条件となっている）。
  - パッケージ販売、テレビ放映、ネット配信、グッズ制作許可や続編制作などが、制作会社の判断で行うことができる。ただし、これら商業展開で収入が生じた場合は、制作予算額の半額程度になるまで、その収益のいくらかをJAniCAに上納しなければならないとされている。
  - また、監督、キャラクターデザイナー、作画監督などへの二次配当権を、制作会社と各スタッフ間で別途契約設定することも求めている。
- JAniCAが行う講座（Off-JT）へのアニメーター参加協力義務。
- 監督以外の原画工程スタッフの、約3か月間のプロジェクト専念義務。この期間中は、他のアニメ制作に関わってはいけない。
  - 人材育成が目的であるので、兼務してしまっては効果的なOJTが望めない。
  - 監督は、特に第一線級となると数年先までのスケジュールが既に埋まっているなど極めて多忙であることが多いため、専念義務は課せられていない。
- 原画ギャラへのランク制の導入。
  - 原画マンの報酬は、カット1枚いくらの歩合制であるが、ほとんどの場合、そのカットの難易度に関わらず報酬額は一定である。このプロジェクトでは、カットの難易度に応じてカット単価に3～5段階のランクを設定し報酬額に差を設けることとしている[注 5]。
- 事務局は制作される作品の内容や事業終了後の展開に関する干渉は、原則として[注 6]一切行わない。
- その他、各種調査への協力や報告書などの提出義務が課せられている。

## 制作予算
制作会社には、1社当たり総額3,800万円の制作予算が支給される。もし制作実費が3,800万円を超えた場合は、制作会社の持ち出しとなる。
制作予算は、一般的なテレビアニメ1話あたりで1,000万～1,200万円、テレビスペシャルで2,000万～3,000万円とされているので、それらと比すると潤沢な予算ともいえるが、この制作予算にはアニメ作画制作にかかる予算だけではなく、企画・音響制作・声優のギャラ・広告宣伝などの費用を含んでいることに留意しなければならない。また、予算の一部はその用途が定められている。
作画監督などには、若手アニメーター指導料が別立てで報酬計上されているのが、一般のアニメ制作予算にはない特徴である。これは、本来作画監督と育成指導は別の業務であることと、指導料を別立てにすることにより指導もちゃんとした「業務」であるという意識を明確に持ってもらうためである。

## 事業の成果
国の公共事業であるので、事業年度は基本的に1年単位である。事業の性格上、数年にわたって継続する必要性がある事業と文化庁は位置づけている。

### PROJECT A（2010年度）
2010年度の文化庁の予算には、2億1,450万円が計上され、文化庁より事業の委託を受けたJAniCAが制作会社の公募を行い、16社の応募の中から以下の4社の各作品が選定された。作品の概要は個々の記事を参照されたい。
| 作品                  | アニメーション制作               | 監督       |
| --------------------- | -------------------------------- | ---------- |
| キズナ一撃            | アセンション                     | 本郷みつる |
| おぢいさんのランプ    | テレコム・アニメーションフィルム | 滝口禎一   |
| 万能野菜 ニンニンマン | ピーエーワークス                 | 吉原正行   |
| たんすわらし。        | Production I.G                   | 黄瀬和哉   |

沿革
- 2010年
  - 3月25日 - 文化庁により、事業委託者の公募がなされる。
  - 4月28日 - JAniCAが委託先に採択される。
  - 5月10日 - JAniCAより、制作会社の募集がなされる。
  - 6月16日 - JAniCAより、上記制作会社4社が採択されたことが公表される。
  - 7月22日 - プロジェクトの公式ブログ開設。

- 2011年
  - 2月4日 - プロジェクトの公式サイト開設。
  - 2月10日 - 全4作品の納品が完了する。
  - 2月24日 - 新宿バルト9にて関係者による完成披露試写会が行われる。MCを藤田咲が担当。
  - 3月5日 - 11日 - T・JOY新潟万代（新潟市中央区）、T・ジョイ大泉（東京都練馬区）、新宿バルト9（東京都新宿区）、横浜ブルク13（横浜市中区）、T・ジョイ京都（京都市南区）、梅田ブルク7（大阪市北区）、広島バルト11（広島県安芸郡府中町）、T・JOY博多（福岡市博多区）の8つのティ・ジョイ系映画館にて1週間限定上映された。
  - 3月 - 毎日放送（MBS）のアニメシャワー枠にて下記の日程でテレビ放送された。
    - 3月5日 - 26時58分 - 27時28分　万能野菜 ニンニンマン
    - 3月19日 - 26時28分 - 26時58分　おぢいさんのランプ
    - 3月19日 - 26時58分 - 27時28分　キズナ一撃
    - 3月26日 - 26時58分- 27時28分　たんすわらし。

  - 3月26日 - イベントスペースATTIC（札幌市中央区）にて、PROJECT A 札幌自主上映会による1日限定上映が企画されていたが、東北地方太平洋沖地震の影響による文化庁からの自粛申出により、上映会は中止された。
  - 5月5日 - BSジャパンにて12時00分 - 14時00分の間に4作品が一挙放送された。
  - 6月26日 - アニマックスにて21時00分 - 23時00分の間に4作品が一挙放送。

### アニメミライ2012（2011年度）
2011年度の文化庁の予算には、前年度と同額の2億1,450万円が計上された。公募・選定経緯は前年度とほぼ同様。前年度同様に新宿バルト9で公開されたほか、ニコニコ動画にて専用チャンネルを開設して本プロジェクトに関する情報・番組配信、および前年に続いてアニマックスや毎日放送や読売テレビにてテレビ放送がそれぞれ行なわれた。
一連の計画をPRするうえで、大のアニメファンとしても知られる歌手の西川貴教を広報大使として起用した。
| 作品             | アニメーション制作               | 監督     |
| ---------------- | -------------------------------- | -------- |
| BUTA             | テレコム・アニメーションフィルム | 友永和秀 |
| わすれなぐも     | Production I.G                   | 海谷敏久 |
| しらんぷり       | 白組                             | 宮下新平 |
| ぷかぷかジュジュ | アンサー・スタジオ               | 川又浩   |

- 2012年3月 - 下記の放送局・日程でテレビ放送（各作品とも2回ずつリピート放送）。
  - アニマックス
    - 3月5日 - 月曜19時30分 - 20時00分　BUTA
    - 3月12日 - 月曜19時30分 - 20時00分　わすれなぐも
    - 3月19日 - 月曜19時30分 - 20時00分　ぷかぷかジュジュ
    - 3月26日 - 月曜19時30分 - 20時00分　しらんぷり

  - 読売テレビ・MANPA枠
    - 3月19日 - しらんぷり
    - 3月26日 - BUTA

  - MBSテレビ・アニメシャワー枠
    - 3月31日 - わすれなぐも、ぷかぷかジュジュ
- 2020年3月4日、NHK Eテレにて『BUTA』が全国同時放送された。（19時25分 - 19時50分）

### アニメミライ2013（2012年度）
2012年度ではマチ★アソビで行われた公開オーディションで選ばれた公式リポーターが、最新情報やアニメが完成するまでを密着リポートする。また、昨年に引き続き西川貴教が広報大使を務める。
2013年3月2日に、新宿バルト9ほかにて全国ロードショー。
| 作品                                  | アニメーション制作 | 監督     |
| ------------------------------------- | ------------------ | -------- |
| 龍 -RYO-                              | ゴンゾ             | 千明孝一 |
| リトル ウィッチ アカデミア            | トリガー           | 吉成曜   |
| アルヴ・レズル -機械仕掛けの妖精たち- | ZEXCS              | 吉原達矢 |
| デス・ビリヤード                      | マッドハウス       | 立川譲   |

上記作品のうち2つは、その後に作品を発展させる形で別途にアニメが作られている（詳細は、それぞれの項を参照）。
『デス・ビリヤード』
2015年1月から3月まで、この作品を原作とした連続テレビアニメーション作品『デス・パレード』が日本テレビ系列各局で放送された。
『リトルウィッチアカデミア』
続編的な中編映画『リトルウィッチアカデミア 魔法仕掛けのパレード』が、2015年10月9日より東宝映像事業部の配給で2週間限定公開。
2017年1月より、新たに最初から物語を描く形で作られた連続テレビアニメーション作品『リトルウィッチアカデミア』が関西テレビ・TOKYO MXなどで放送。
テレビ放送
- 読売テレビ・MANPA枠
  - 3月18日 - デスビリヤード
  - 3月25日 - 龍 -RYO-

- 毎日放送
  - 4月1日 - リトル ウィッチ アカデミア、アルヴ・レズル -機械仕掛けの妖精たち-

- アニマックス（リピート放送あり）
  - 4月5日 - 龍 -RYO-
  - 4月12日 - アルヴ・レズル -機械仕掛けの妖精たち-
  - 4月19日 - デス・ビリヤード
  - 4月26日 - リトル ウィッチ アカデミア

### アニメミライ2014（2013年度）
2013年度では、主に3つの変更が行われた。
若手アニメーターの定義の変更
若手（原画）アニメーターは、次の3つをすべて満たす必要がある。
1. 動画職又は原画職として1年以上の作画経験を有すること
2. 原画職として6か月以上、3年6か月以内程度の作画経験を有すること
3. 応募時において29歳以内であること

若手アニメーターに関する団体推薦制度の試験導入
アニメミライ参加制作会社以外の若手アニメーターが、所属スタジオの推薦を通じて、事務局に参加希望を出す制度。あくまでアニメミライ参加制作会社が希望した場合に限り、若手アニメーターに連絡を取ることを可能とする。アニメミライ参加制作会社は、参加希望する若手原画アニメーターとの契約を強制されることはない。

中堅原画・若手原画の規定人数の変更
中堅原画枠を3名から2名へ、若手アニメーター枠を5名から6名にする。
| 作品                     | アニメーション制作                             | 監督     |
| ------------------------ | ---------------------------------------------- | -------- |
| アルモニ                 | スタジオ・リッカ、ウルトラスーパーピクチャーズ | 吉浦康裕 |
| 大きい1年生と小さな2年生 | A-1 Pictures                                   | 渡辺歩   |
| パロルのみらい島         | シンエイ動画                                   | 今井一暁 |
| 黒の栖-クロノス-         | STUDIO 4℃                                      | 恩田尚之 |

2014年3月1日より、TOHOシネマズ六本木ヒルズ・角川シネマ新宿ほかにて全国ロードショー。
テレビ放送
- 読売テレビ・MANPA枠
  - 3月31日 - パロルのみらい島、大きい1年生と小さな2年生

- 毎日放送
  - 3月31日 - アルモニ、黒の栖-クロノス-

- アニマックス
  - 6月29日 - 全4作

### アニメミライ2015（2014年度）
2014年度より、委託事業者が日本動画協会に代わったが、事業目的は従来のそれを継承している。同年7月には下記4社による制作作品が発表された。
2015年3月22日に、TOHOシネマズ日本橋で行われる東京アニメアワードフェスティバルにて特別上映会を実施後、2015年4月17日より、TOHOシネマズ新宿ほかで劇場公開された。
| 作品               | アニメーション制作 | 監督 （総監督）     |
| ------------------ | ------------------ | ------------------- |
| アキの奏で         | J.C.STAFF          | 鈴木洋平            |
| ハッピーカムカム   | SynergySP          | 須田裕美子          |
| 音楽少女           | スタジオディーン   | 石倉賢一            |
| クミとチューリップ | 手塚プロダクション | （手塚眞） 吉村文宏 |

テレビ放送
- 読売テレビ・MANPA枠
  - 3月23日 - 音楽少女
  - 3月30日 - ハッピーカムカム

- 毎日放送
  - 4月2日 - クミとチューリップ
  - 4月3日 - アキの奏で

- アニマックス
  - 4月5日 - アキの奏で、ハッピーカムカム
  - 4月12日 - 音楽少女、クミとチューリップ

### あにめたまご2016（2015年度）
この年度より、「あにめたまご」という新しい愛称を用いる。
2016年3月19日に、TOHOシネマズ日本橋で行われた東京アニメアワードフェスティバルにて特別上映会を実施。
2016年11月5日に、『カラフル忍者いろまき』のディレクターズカット版が劇場公開される。
『風の又三郎』が、「キネコ国際映画祭2017」の短編部門グランプリを受賞した。
| 作品                 | アニメーション制作 | 監督       |
| -------------------- | ------------------ | ---------- |
| カラフル忍者いろまき | シグナル・エムディ | 小林賢太郎 |
| UTOPA                | STUDIO 4℃          | 田中孝弘   |
| かっちけねぇ!        | 手塚プロダクション | 吉村文宏   |
| 風の又三郎           | 武右ェ門           | 山田裕城   |

テレビ放送
- 毎日放送・アニメシャワー枠
  - 4月2日 - かっちけねぇ!、風の又三郎

- 読売テレビ・MANPA枠
  - 4月4日 - カラフル忍者いろまき、UTOPA

- アニマックス
  - 5月1日 - 20:30～ 4作品を一挙放送

『カラフル忍者いろまき』は2017年にNHK Eテレで単独の放送を何度か実施。

### あにめたまご2017（2016年度）
2017年3月11日に、池袋HUMAXシネマズにて完成披露上映会が開催された。その後、3月25日・3月26日の「AnimeJapan 2017」にて「あにめたまご2017展」の開催、テアトル新宿にて同年4月22日から4月28日までレイトショー上映、JALにて機内上映がそれぞれ予定されている。
なお、「あにめたまご2016」まで「協力」として参画していた読売テレビは本年度より外れたため、ytvでは放送を行なわなかった。
| 作品                         | アニメーション制作                                  | 監督     |
| ---------------------------- | --------------------------------------------------- | -------- |
| ちゃらんぽ島（ランド）の冒険 | スタジオコメット                                    | 三沢伸   |
| RedAsh -GEARWORLD-           | STUDIO 4℃                                           | 佐野雄太 |
| げんばのじょう-玄蕃之丞-     | 日本アニメーション                                  | 堂山卓見 |
| ずんだホライずん             | ワオ・コーポレーション スタジオ・ライブ SSS合同会社 | 竹内浩志 |

テレビ放送
毎日放送とアニマックスでそれぞれ4作一挙放送が行なわれた。
- 毎日放送・アニメシャワー枠
  - 4月15日 - ずんだホライずん
  - 4月22日 - ちゃらんぼ島の冒険
  - 4月29日 - げんばのじょう
  - 5月6日 - Red Ash -GEARWORLD-

- アニマックス
  - 5月2日 - 4作品を一挙放送

### あにめたまご2018（2017年度）
2018年3月10日に、池袋HUMAXシネマズで行われる「東京アニメアワードフェスティバル2018」にて完成披露上映会を開催。
なお、今回から毎日放送も参画から外れているが、テレビ放送は行った（後述）。
| 参加作品                     | アニメーション制作                | 監督         |
| ---------------------------- | --------------------------------- | ------------ |
| TIME DRIVER 僕らが描いた未来 | IMAGICAイメージワークス ロボット  | 山元隼一     |
| えんぎもん                   | (合)スタジオななほし ウサギ王(株) | 佐藤広大     |
| ミルキーパニック twelve      | トマソン                          | 沼田心之介   |
| Midnight Crazy Trail         | ピコナ                            | 遊佐かずしげ |

テレビ放送
- 毎日放送
  - 2018年5月8日3時20分-3時50分 - えんぎもん
  - 2018年5月15日3時20分-3時50分 - TIME DRIVER 僕らが描いた未来
  - 2018年5月22日3時20分-3時50分 - ミルキーパニック twelve
  - 2018年5月29日3時30分-4時00分 - Midnight Crazy Trail

- アニマックス
  - 2018年6月17日22時30分より、4作品を一挙放送。

### あにめたまご2019（2018年度）
2019年3月9日に、池袋HUMAXシネマズで完成披露上映会を開催。
| 参加作品                         | アニメーション制作            | 監督       |
| -------------------------------- | ----------------------------- | ---------- |
| Hello WeGo!                      | WIT STUDIO                    | 益山亮司   |
| 斗え！スペースアテンダントアオイ | (株)ケイカ (株)グリオグルーヴ | 由水桂     |
| チャックシメゾウ                 | 日本アニメーション            | 西山映一郎 |
| キャプテン・バル                 | Flying Ship Studio            | 沼口雅徳   |

テレビ放送
- アニマックス
  - 2019年6月9日21時30分より、4作品を一挙放送。

- 読売テレビ・MANPA枠
  - 2019年6月25日（24日深夜） - Hello WeGo!
  - 2019年7月2日（1日深夜） - 斗え！スペースアテンダントアオイ、チャックシメゾウ
  - 2019年7月9日（8日深夜） - キャプテン・バル

### あにめたまご2020（2019年度）
完成披露上映会は、2020年3月14日に池袋HUMAXシネマズにて開催を予定していたが、新型コロナウイルス感染症の感染拡大防止の観点から中止された。この上映会に代わる企画として、特別披露配信が同年3月27日より実施され、新作アニメ３作品及び、監督、プロデューサー、MCの岩田光央と平野文によるスタジオトークによる紹介番組と、制作資料展示が「あにめたまご2020」の公式サイトで展開された。
| 参加作品          | アニメーション制作   | 監督     |
| ----------------- | -------------------- | -------- |
| オメテオトル≠HERO | (株)スピード         | 粟津順   |
| レベッカ          | ベガエンタテイメント | 寺本幸代 |
| みちるレスキュー! | ゆめ太カンパニー     | 於地紘仁 |

テレビ放送
- アニマックス
  - 2020年5月24日11時より、3作品を一挙放送。

### あにめのたね2021（2020年度）
この年度より、「あにめのたね」という新しい愛称を用いる。
| 参加作品                              | アニメーション制作  | 監督         |
| ------------------------------------- | ------------------- | ------------ |
| DELIVER POLICE/西東京市デリバー警察隊 | IMAGICA Lab.        | 佐野隆史     |
| ハチミツスーサイドマシーン            | ウサギ王            | うもとゆーじ |
| HOME!                                 | オレンジ            | 織笠晃彦     |
| 龍殺ノ狂骨                            | つむぎ秋田アニメLab | 櫻井司       |

テレビ放送
- アニマックス
  - 2021年5月9日11時より、4作品を一挙放送。

### あにめのたね2022（2021年度）
| 参加作品              | アニメーション制作           | 監督           |
| --------------------- | ---------------------------- | -------------- |
| 天神                  | イマジカデジタルスケープ     | ふくだのりゆき |
| ロックンおヨネ        | スタジオエル                 | 鴫野彰         |
| 宇宙キャンパー/チッチ | プロダクション・プラスエイチ | 荒川眞嗣       |
| キラキラきらり☆       | レスプリ                     | 月見里智弘     |

テレビ放送
- アニマックス
  - 2022年5月15日11時より、4作品を一挙放送。

### あにめのたね2023（2022年度）
| 参加作品                                            | アニメーション制作   | 監督         |
| --------------------------------------------------- | -------------------- | ------------ |
| NICO/AGONY                                          | ウサギ王             | うもとゆーじ |
| WANDER BURABURA BAKKAMU                             | ECHOES               | 児玉徹郎     |
| もしメタ -もし女子高生がメタバースで巫女になったら- | スタジオエル         | 江上雅之     |
| 鶴が舞う夜に                                        | ノーヴォ pH スタジオ | 川井江里夏   |

テレビ放送
- アニマックス
  - 2023年5月21日11時より、4作品を一挙放送。

### あにめのたね2024（2023年度）
| 参加作品                   | アニメーション制作              | 監督     |
| -------------------------- | ------------------------------- | -------- |
| POP POP CITY               | グラフィニカ                    | 堀内隆   |
| BRIDGE -My Little Friends- | StudioGOONEYS                   | 石原一志 |
| KICKS AND PUNK             | 日本アニメーション              | 市村仁弥 |
| エフェメール               | ノーヴォ スタジオエイトカラーズ | 清水理央 |

テレビ放送
- アニマックス
  - 2024年5月11日11時より、4作品を一挙放送。
  - 2024年5月19日23時より、4作品を一挙再放送。

### あにめのたね2025（2024年度）
| 参加作品                                | アニメーション制作     | 監督                               |
| --------------------------------------- | ---------------------- | ---------------------------------- |
| ギャラクシーアパート★コスモヒルズ（仮） | Seven Arcs             | 青木香奈枝                         |
| 夢の島（仮）                            | 武右ェ門               | 七五三慶紀                         |
| Trust（仮）                             | ポリゴン・ピクチュアズ | 清水和真（総） 井上智文 柿本千都留 |
| Dive In！（仮）                         | レスプリ               | 岡田ありさ                         |